# Giro d’Italia 2025/13. Etappe
Die 13. Etappe des Giro d’Italia 2025 fand am 23. Mai 2025 statt. Sie führte die 108. Austragung des italienischen Etappenrennens weiter Richtung Norden nach Venetien. Der Start erfolgte in Rovigo, ehe der 180 Kilometer lange Abschnitt auf einem Rundkurs in Vicenza zu Ende ging. Nach der Etappe hatten die Fahrer insgesamt 2013,3 Kilometer zurückgelegt, was 58,47 % der Gesamtdistanz entspricht. Die Organisatoren der Rundfahrt bewerteten die Schwierigkeit der Etappe mit zwei von fünf Sternen.
Der Etappensieg ging an den Dänen Mads Pedersen (Lidl-Trek), der sich im Bergauf-Sprint vor Wout van Aert (Team Visma-Lease a Bike) durchsetzte. Platz drei ging mit einem Rückstand von zwei Sekunden an Isaac Del Toro (UAE Team Emirates-XRG), der zugleich seinen Vorsprung in der Gesamtwertung wieder etwas ausbaute.

## Streckenverlauf
Der neutralisierte Start erfolgte in Rovigo auf dem Corso del Popolo, unweit des Piazza Vittorio Emanuele II. Auf der Via Luigi Boscolo ging es im Anschluss vorbei an der Porta San Bortolo, bevor die Fahrer den Startort über die Viale Trieste und Viale Porta Adige verließen. Dabei passierten sie mit der Chiesa della Beata Vergine del Soccorso auch eines der Wahrzeichen der Stadt. Nach 4 Kilometern wurde das Rennen auf der Viale Porta Adige freigegeben.
Nach dem offiziellen Start wurde der Adige überquert, ehe es über Stanghella, Solesino und Monselice nach Galzignano Terme ging, wo die Auffahrt auf den Passo Roverello (269 m) erfolgte. Dieser wurde nach 31,5 Kilometern erreicht und galt als Bergwertung der 4. Kategorie. Die anschließende Abfahrt führte die Fahrer nach Lozzo Atestino, bevor in Noventa Vicentina bei Kilometer 50,6 ein Zwischensprint ausgefahren wurde. Auf flachen Straßen ging es nun über Cologna Veneta und Arcole nach San Bonifacio, wo der zweite Zwischensprint nach 93,8 Kilometern erfolgte. Nun drehte die Fahrtrichtung gen Osten und es wurden Lonigo und Orgiano durchfahren, ehe kurz nach Pederiva führte die Strecke über Zovencedo nach San Giovanni in Monte (399 m), wo bei Kilometer 135,1 eine Bergwertung der 4. Kategorie abgenommen wurde. Im Anschluss ging es über Nanto, Longare und Longara nach Vicenza.
In Vicenza fand das Finale auf einem Rundkurs statt, der 20,3 Kilometer lang war und einmal befahren werden musste. Zum Auftakt stand die erste Auffahrt zum Zielstrich an, die rund einen Kilometer lang war und auf den letzten 1500 Metern mit 10 % im Schnitt anstieg. Die Steigung verlief dabei auf der Viale Dieci Giugno, ehe sich das Ziel vor der Basilika Santa Maria di Monte Berico auf einer Höhe von 121 Metern befand. Bei der ersten Zieldurchfahrt wurde dabei eine Bergwertung der 4. Kategorie abgenommen. Im Anschluss folgten die Fahrer der SP19 in Richtung Süden, ehe sie auf die schmalere Via Breganzola abbogen, die bergab nach Sant’Agostino führte. Danach begann die Straße auf der Via Pilla erneut anzusteigen und führte für 2,5 Kilometer im Schnitt mit 5 % nach Arcugnano, wo 10,4 Kilometer vor dem Ziel der Red Bull-Kilometer ausgefahren wurde. Der Anstieg wies dabei im mittleren Abschnitt deutlich steilere Passagen von bis zu 13 % auf. Über die Via Sacco ging es nun bergab zur SP88, die über Santa Croce Bigolina auf flachen Straßen zurück nach Vicenza führte. Der abschließende Schlussanstieg begann auf der Viale Dante Alighieri, wo zunächst nur geringe Steigungsprozente von rund 2 % erreicht wurden. Erst auf den letzten 1500 Metern legte die Steigung deutlich zu, wobei maximale Abschnitte von bis zu 12 % befahren werden mussten. Im Ziel wurde erneut eine Bergwertung der 4. Kategorie abgenommen.
|                            | Ort                        | Kilometer | Länge (km) | Höhe (m) | Ø Steigung | max. Steigung |
| -------------------------- | -------------------------- | --------- | ---------- | -------- | ---------- | ------------- |
| neutralisierter Start      | Rovigo (Corso del Popolo)  | −4        |            |          |            |               |
| offizieller Start          | Rovigo (Viale Porta Adige) | 0         |            |          |            |               |
| Bergwertung (4. Kategorie) | Passo Roverello            | 31,5      | 4,1        | 269      | 6 %        | unbekannt     |
| Zwischensprint             | Noventa Vicentina          | 50,6      |            |          |            |               |
| Zwischensprint             | San Bonifacio              | 93,8      |            |          |            |               |
| Bergwertung (4. Kategorie) | San Giovanni in Monte      | 135,1     | 5          | 399      | 6,6 %      | unbekannt     |
| Bergwertung (4. Kategorie) | Vicenza (Monte Berico)     | 159,7     | 2          | 121      | 8 %        | 12 %          |
| Zieldurchfahrt             | Vicenza (Monte Berico)     | 159,7     |            |          |            |               |
| Red Bull-Kilometer         | Arcugnano                  | 169,6     |            |          |            |               |
| Bergwertung (4. Kategorie) | Vicenza (Monte Berico)     | 180       | 2          | 121      | 8 %        | 12 %          |
| Ziel                       | Vicenza (Monte Berico)     | 180       |            |          |            |               |

## Rennverlauf
Nach dem offiziellen Start kam es zu ersten Angriffen, ehe sich nach rund 15 Kilometern mit Chris Hamilton (Picnic PostNL), Mattia Bais (Polti VisitMalta), Lorenzo Germani, Sven Erik Bystrøm (beide Groupama-FDJ), Filippo Magli (VF Group-Bardiani CSF-Faizanè), Lorenzo Milesi (Movistar), Fran Miholjević (Bahrain Victorious), Luca Mozzato (Arkéa-B&B Hotels) und Dries De Bondt (Decathlon AG2R La Mondiale) neun Fahrer vom Hauptfeld absetzten. Die Gruppe konnte jedoch nur einen maximalen Vorsprung von etwas mehr als zwei Minuten herausfahren.
Bei der ersten Bergwertung, dem Passo Roverello, setzte sich Mattia Bais vor Chris Hamilton und Luca Mozzato durch. Danach folgten Zwischensprints in Noventa Vicentina und San Bonifacio, wobei sich einmal Mattias Bais und einmal Dries De Bondt durchsetzte. Dries De Bondt holte mit 20 Punkten die Höchstzahl bei den beiden Zwischensprints gefolgt von Mattias Bais (17 Punkte), Filippo Magli (15 Punkte), Luca Mozzato, Lorenzo Milesi (jeweils 3 Punkte), Chris Hamilton und Lorenzo Germani (jeweils 1 Punkt). Rund 60 Kilometer vor dem Ziel forcierten die Ineos Grenadiers in einem hügligeren Abschnitt das Tempo, wodurch das Peloton zerfiel. Auch der Gesamtzweite Juan Ayuso (UAE Team Emirates-XRG) wurde kurzzeitig abgehängt. Im nachfolgenden Anstieg von San Giovanni in Monte zerfiel die Ausreißergruppe, wobei sich einzig Lorenzo Germani an der Spitze des Rennens behaupten konnte. Unterdessen wurden seine ehemaligen Fluchtgefährten vom dezimierten Hauptfeld eingeholt. Kurz vor der Bergwertung griff Christian Scaroni (XDS Astana) an und schloss rasch zu seinem Landsmann auf. Er gewann die Bergwertung vor Lorenzo Germani, ehe das Duo gemeinsam in die Abfahrt ging. Dahinter folgte das Hauptfeld mit einem Rückstand von rund 20 Sekunden, angeführt von Pello Bilbao (Bahrain Victorious), der sich den verbliebenen Punkt sicherte.
Die beiden Ausreißer konnten ihren Vorsprung auf dem abschließenden Rundkurs ausbauen und überquerten die erste Zielpassage mit einem Vorsprung von 30 Sekunden. Christian Scaroni gewann auch die erste Bergwertung am Monte Berico vor Lorenzo Germani, ehe Carlos Verona (Lidl-Trek) das Peloton über den Zielstrich führte. Die beiden Ausreißer wurden schließlich beim Red Bull-Kilometer in Arcugnano, rund zehn Kilometer vor dem Ziel gestellt, wobei sich Christian Scaroni die meisten Zeitbonifikationen sicherte. Die weiteren Zeitgutschriften gingen an Juan Ayuso und den gesamtführenden Isaac Del Toro (beide UAE Team Emirtates-XRG). In der nachfolgenden Abfahrt griff Romain Bardet (Picnic PostNL) an und setzte sich gemeinsam mit Mathias Vacek (Lidl-Trek) von den restlichen Fahrern ab. Das Duo konnte einen maximalen Vorsprung von rund 20 Sekunden herausfahren, ehe es in der abschließenden Rampe eingeholt wurde. Im Schlussanstieg trat Mads Pedersen (Lidl-Trek) rund 250 Meter vor dem Ziel an und feierte so seinen vierten Etappensieg im Rahmen der 108. Austragung. An seinem Hinterrad befand sich Wout van Aert (Visma-Lease a Bike), der sich wie auf der 1. Etappe im Sprint geschlagen geben musste. Platz drei ging mit einem Rückstand von zwei Sekunden an Isaac Del Toro, der sich weitere Zeitbonifikationen sicherte und zudem eine kleine Lücke auf die restlichen Fahrer herausfuhr. Das Hauptfeld der Favoriten wurde mit einem Rückstand von fünf Sekunden gewertet, wobei Adam Yates, Brandon McNulty (beide UAE Team Emirates-XRG) und Thymen Arensman (Ineos Grenadiers) 18 Sekunden gegenüber dem Etappensieger verloren.
In der Gesamtwertung liegt Isaac Del Toro nun 38 Sekunden vor Juan Ayuso und eine Minute und 18 Sekunden vor Antonio Tiberi (Bahrain Victorious). Zudem führt der erst 21-jährige Mexikaner auch weiterhin die Nachwuchswertung an. Weiters kam es in der Gesamtwertung zu kleineren Veränderungen. Egan Bernal (Ineos Grenadiers) und Derek Gee (Israel-Premier Tech) rückten auf den 9. bzw. 10. Gesamtrang vor, während Adam Yates und Thymen Arensman aus den Top 10 verdrängt wurden. In der Punktewertung baute Mads Pedersen seinen Vorsprung gegenüber Olav Kooij (Visma-Lease a Bike) auf 122 Punkte aus und hatte somit mehr als doppelt so viele Punkte wie sein erster Verfolger. Lorenzo Fortunato (XDS Astana) behauptete seinen Vorsprung in der Bergwertung, die er nach wie vor mit einem Vorsprung von mehr als 100 Punkten anführte. Das UAE Team Emirates-XRG lag weiterhin an der Spitze der Mannschaftswertung.

## Ergebnis
| \| Etappenergebnis \| Etappenergebnis \| Etappenergebnis \| Etappenergebnis \| Etappenergebnis \| \| Fahrer \| Fahrer \| Land \| Team \| Zeit \| \| --------------- \| --------------- \| --------------- \| -------------------------- \| --------------- \| \| 1. \| Mads Pedersen \| Dänemark \| Lidl-Trek \| 3 h 50 min 24 s \| \| 2. \| Wout van Aert \| Belgien \| Team Visma \\| Lease a Bike \| + 0 s \| \| 3. \| Isaac Del Toro \| Mexiko \| UAE Team Emirates XRG \| + 2 s \| \| 4. \| Rémy Rochas \| Frankreich \| Groupama-FDJ \| + 5 s \| \| 5. \| Dorian Godon \| Frankreich \| Decathlon-AG2R La Mondiale \| + 5 s \| \| 6. \| Primož Roglič \| Slowenien \| Red Bull-Bora-Hansgrohe \| + 5 s \| \| 7. \| Antonio Tiberi \| Italien \| Bahrain Victorious \| + 5 s \| \| 8. \| Derek Gee \| Kanada \| Israel-Premier Tech \| + 5 s \| \| 9. \| Orluis Aular \| Venezuela \| Movistar Team \| + 5 s \| \| 10. \| Egan Bernal \| Kolumbien \| Ineos Grenadiers \| + 5 s \| |                |            |                            |                 |
| |                |            |                            |                 |
| Quelle: ProCyclingStats |                |            |                            |                 |
| Etappenergebnis |                |            |                            |                 |
| Fahrer | Fahrer         | Land       | Team                       | Zeit            |
| 1. | Mads Pedersen  | Dänemark   | Lidl-Trek                  | 3 h 50 min 24 s |
| 2. | Wout van Aert  | Belgien    | Team Visma \| Lease a Bike | + 0 s           |
| 3. | Isaac Del Toro | Mexiko     | UAE Team Emirates XRG      | + 2 s           |
| 4. | Rémy Rochas    | Frankreich | Groupama-FDJ               | + 5 s           |
| 5. | Dorian Godon   | Frankreich | Decathlon-AG2R La Mondiale | + 5 s           |
| 6. | Primož Roglič  | Slowenien  | Red Bull-Bora-Hansgrohe    | + 5 s           |
| 7. | Antonio Tiberi | Italien    | Bahrain Victorious         | + 5 s           |
| 8. | Derek Gee      | Kanada     | Israel-Premier Tech        | + 5 s           |
| 9. | Orluis Aular   | Venezuela  | Movistar Team              | + 5 s           |
| 10. | Egan Bernal    | Kolumbien  | Ineos Grenadiers           | + 5 s           |

## Gesamtstände
| \| Gesamtwertung \| Gesamtwertung \| Gesamtwertung \| Gesamtwertung \| Gesamtwertung \| \| Fahrer \| Fahrer \| Land \| Team \| Zeit \| \| ------------- \| --------------- \| ---------------------- \| -------------------------- \| ---------------- \| \| 1. \| Isaac Del Toro \| Mexiko \| UAE Team Emirates XRG \| 42 h 32 min 59 s \| \| 2. \| Juan Ayuso \| Spanien \| UAE Team Emirates XRG \| + 38 s \| \| 3. \| Antonio Tiberi \| Italien \| Bahrain Victorious \| + 1 min 18 s \| \| 4. \| Simon Yates \| Vereinigtes Königreich \| Team Visma \\| Lease a Bike \| + 1 min 20 s \| \| 5. \| Primož Roglič \| Slowenien \| Red Bull-Bora-Hansgrohe \| + 1 min 35 s \| \| 6. \| Richard Carapaz \| Ecuador \| EF Education-EasyPost \| + 2 min 07 s \| \| 7. \| Giulio Ciccone \| Italien \| Lidl-Trek \| + 2 min 20 s \| \| 8. \| Brandon McNulty \| Vereinigte Staaten \| UAE Team Emirates XRG \| + 2 min 40 s \| \| 9. \| Egan Bernal \| Kolumbien \| Ineos Grenadiers \| + 2 min 50 s \| \| 10. \| Derek Gee \| Kanada \| Israel-Premier Tech \| + 2 min 54 s \| |                 |                        |                            |                  |
| |                 |                        |                            |                  |
| Quelle: ProCyclingStats |                 |                        |                            |                  |
| Gesamtwertung |                 |                        |                            |                  |
| Fahrer | Fahrer          | Land                   | Team                       | Zeit             |
| 1. | Isaac Del Toro  | Mexiko                 | UAE Team Emirates XRG      | 42 h 32 min 59 s |
| 2. | Juan Ayuso      | Spanien                | UAE Team Emirates XRG      | + 38 s           |
| 3. | Antonio Tiberi  | Italien                | Bahrain Victorious         | + 1 min 18 s     |
| 4. | Simon Yates     | Vereinigtes Königreich | Team Visma \| Lease a Bike | + 1 min 20 s     |
| 5. | Primož Roglič   | Slowenien              | Red Bull-Bora-Hansgrohe    | + 1 min 35 s     |
| 6. | Richard Carapaz | Ecuador                | EF Education-EasyPost      | + 2 min 07 s     |
| 7. | Giulio Ciccone  | Italien                | Lidl-Trek                  | + 2 min 20 s     |
| 8. | Brandon McNulty | Vereinigte Staaten     | UAE Team Emirates XRG      | + 2 min 40 s     |
| 9. | Egan Bernal     | Kolumbien              | Ineos Grenadiers           | + 2 min 50 s     |
| 10. | Derek Gee       | Kanada                 | Israel-Premier Tech        | + 2 min 54 s     |

| Punktewertung | Punktewertung      | Punktewertung | Punktewertung              | Punktewertung |
| Fahrer        | Fahrer             | Land          | Team                       | Punkte        |
| ------------- | ------------------ | ------------- | -------------------------- | ------------- |
| 1.            | Mads Pedersen      | Dänemark      | Lidl-Trek                  | 227 P.        |
| 2.            | Olav Kooij         | Niederlande   | Team Visma \| Lease a Bike | 105 P.        |
| 3.            | Casper van Uden    | Niederlande   | Team Picnic-PostNL         | 85 P.         |
| 4.            | Isaac Del Toro     | Mexiko        | UAE Team Emirates XRG      | 79 P.         |
| 5.            | Wout van Aert      | Belgien       | Team Visma \| Lease a Bike | 78 P.         |
| 6.            | Alessandro Tonelli | Italien       | Team Polti VisitMalta      | 64 P.         |
| 7.            | Dries De Bondt     | Belgien       | Decathlon-AG2R La Mondiale | 49 P.         |
| 8.            | Orluis Aular       | Venezuela     | Movistar Team              | 49 P.         |
| 9.            | Richard Carapaz    | Ecuador       | EF Education-EasyPost      | 45 P.         |
| 10.           | Edoardo Zambanini  | Italien       | Bahrain Victorious         | 41 P.         |

| Bergwertung | Bergwertung       | Bergwertung            | Bergwertung                   | Bergwertung |
| Fahrer      | Fahrer            | Land                   | Team                          | Punkte      |
| ----------- | ----------------- | ---------------------- | ----------------------------- | ----------- |
| 1.          | Lorenzo Fortunato | Italien                | XDS Astana Team               | 157 P.      |
| 2.          | Juan Ayuso        | Spanien                | UAE Team Emirates XRG         | 54 P.       |
| 3.          | Manuele Tarozzi   | Italien                | VF Group-Bardiani CSF-Faizanè | 50 P.       |
| 4.          | Paul Double       | Vereinigtes Königreich | Team Jayco AlUla              | 36 P.       |
| 5.          | Isaac Del Toro    | Mexiko                 | UAE Team Emirates XRG         | 31 P.       |
| 6.          | Pello Bilbao      | Spanien                | Bahrain Victorious            | 29 P.       |
| 7.          | Nairo Quintana    | Kolumbien              | Movistar Team                 | 28 P.       |
| 8.          | Sylvain Moniquet  | Belgien                | Cofidis                       | 22 P.       |
| 9.          | Lucas Plapp       | Australien             | Team Jayco AlUla              | 22 P.       |
| 10.         | Richard Carapaz   | Ecuador                | EF Education-EasyPost         | 19 P.       |

| Nachwuchswertung | Nachwuchswertung        | Nachwuchswertung       | Nachwuchswertung        | Nachwuchswertung |
| Fahrer           | Fahrer                  | Land                   | Team                    | Zeit             |
| ---------------- | ----------------------- | ---------------------- | ----------------------- | ---------------- |
| 1.               | Isaac Del Toro          | Mexiko                 | UAE Team Emirates XRG   | 42 h 32 min 59 s |
| 2.               | Juan Ayuso              | Spanien                | UAE Team Emirates XRG   | + 38 s           |
| 3.               | Antonio Tiberi          | Italien                | Bahrain Victorious      | + 1 min 18 s     |
| 4.               | Giulio Pellizzari       | Italien                | Red Bull-Bora-Hansgrohe | + 4 min 13 s     |
| 5.               | Davide Piganzoli        | Italien                | Team Polti VisitMalta   | + 4 min 23 s     |
| 6.               | Max Poole               | Vereinigtes Königreich | Team Picnic-PostNL      | + 5 min 51 s     |
| 7.               | Embret Svestad-Bårdseng | Norwegen               | Arkéa-B&B Hotels        | + 13 min 12 s    |
| 8.               | Edoardo Zambanini       | Italien                | Bahrain Victorious      | + 20 min 12 s    |
| 9.               | Mathias Vacek           | Tschechien             | Lidl-Trek               | + 23 min 29 s    |
| 10.              | Marco Frigo             | Italien                | Israel-Premier Tech     | + 24 min 21 s    |

| Mannschaftswertung | Mannschaftswertung         | Mannschaftswertung           | Mannschaftswertung |
| Team               | Team                       | Land                         | Zeit               |
| ------------------ | -------------------------- | ---------------------------- | ------------------ |
| 1.                 | UAE Team Emirates XRG      | Vereinigte Arabische Emirate | 139 h 35 min 52 s  |
| 2.                 | Bahrain-Victorious         | Bahrain                      | + 20 min 33 s      |
| 3.                 | Lidl-Trek                  | Vereinigte Staaten           | + 22 min 50 s      |
| 4.                 | Team Visma \| Lease a Bike | Niederlande                  | + 25 min 13 s      |
| 5.                 | XDS Astana Team            | Kasachstan                   | + 27 min 13 s      |
| 6.                 | Movistar Team              | Spanien                      | + 31 min 57 s      |
| 7.                 | Red Bull-BORA-hansgrohe    | Deutschland                  | + 32 min 51 s      |
| 8.                 | Team Jayco AlUla           | Australien                   | + 40 min 35 s      |
| 9.                 | Ineos Grenadiers           | Vereinigtes Königreich       | + 41 min 54 s      |
| 10.                | EF Education-EasyPost      | Vereinigte Staaten           | + 51 min 57 s      |